# Censimento degli ebrei mobilitati

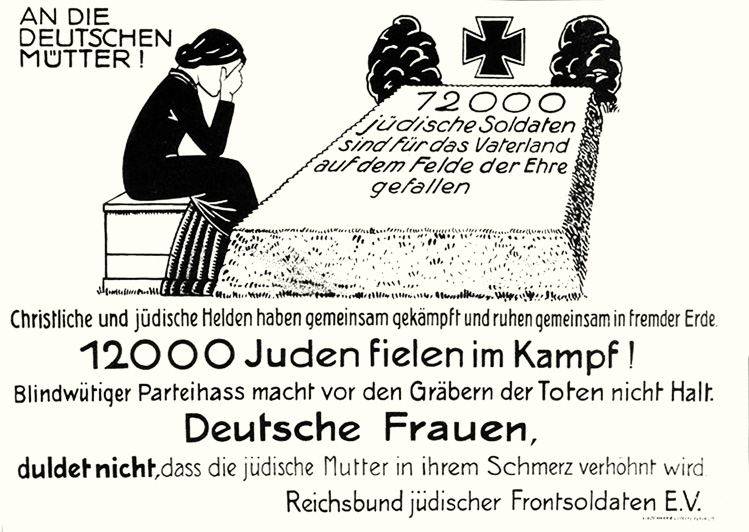
"ALLE MADRI TEDESCHE!
12.000 soldati ebrei sono caduti per la patria sul campo dell'onore.
Eroi cristiani ed ebrei hanno combattuto insieme e riposano insieme in terra straniera.
12.000 ebrei caddero in battaglia!
L'odio cieco di partito non si ferma (neppure) di fronte alle tombe dei morti.
Donne tedesche,
non permettete che le madri ebree vengano derise nel loro dolore"
Volantino diffuso nel 1920 dalla Federazione imperiale dei veterani ebrei tedeschi in replica alle accuse di mancanza di patriottismo

Il censimento degli ebrei mobilitati del 1º novembre 1916 (ufficialmente: Nachweisung der beim Heere befindlichen wehrpflichtigen Juden; detto anche censimento ebraico ossia: Judenzählung; citato pure come: statistica ebraica e cioè: Judenstatistik) fu un provvedimento preso dal Comando Supremo (Oberste Heeresleitung) dell'Esercito tedesco, durante la prima guerra mondiale, al fine di verificare specificamente le accuse antisemite della stampa nazionale che accusava gli ebrei tedeschi di mancanza di patriottismo, di evitare di arruolarsi nelle file del Reichsheer o d'imboscarsi nelle retrovie.